# Gopher
Gopher er en protokol, som bruges til kommunikation på Internettet ligesom http. På Gopher kan lægges filer og hjemmesider. Gopher var efter introduktionen i 1991 meget populært og udbredt, men i dag bruges den næsten kun af protokollens fans.
Set fra brugerens synspunkt stiller en gopher-server et hierarki af menupunkter til rådighed. Alle servere har en menu med referencer til andre servere, så man kan bevæge sig fra server til server. På nederste niveau i menuerne kan man vælge filer til download eller telnet-forbindelser.
Gopher dækker stort set de samme funktioner som WWW, og protokollen blev fortrængt. En af grundene har været, at gopher kun kunne håndtere tekst og kun tekst i en fast størrelse. Hjemmesider giver mulighed for et mere varieret udseende.
Flere webbrowsere understøtter gopherprotokollen. I Mozilla er det med som standard, i Internet Explorer kan det anskaffes ved at ændre i registreringsdatabasen, og i Konqueror kan det anskaffes ved at installere et plug-in ved navn Kgopher.
En URL til en gopher har formatet gopher://gopher.foo.com/sti/til/menu.
Navnet stammer fra University of Minnesotas maskot, taskerotten (gopher på engelsk), og er et ordspil, fordi et bud også kan kaldes en "gofer" (af "go for X!": "hent X!"), som har samme udtale.